# لوريكيت هندرسون
ببغاء لوريكيت ستيفن (Vini stepheni)، المعروف أيضًا باسم ببغاء لوريكيت هندرسون أو لوريكيت جزيرة هندرسون، هو نوع من الببغاء يتبع فصيلة ببغاوات العالم القديم. ويستوطن في جزيرة هندرسون في جزر بيتكيرن في جنوب المحيط الهادئ.
موئلهاالطبيعي غابات الأراضي المنخفضة الرطبة شبه الاستوائية أو الاستوائية. وهي مهددة بفقدان بيئتها الطبيعية بسبب إدخال الحيوانات المفترسة إلى الجزيرة عن طريق الخطأ.